# Arsenij (Pěrevalov)
Arsenij (světským jménem: Denis Jurjevič Pěrevalov; * 15. února 1979, Olmaliq) je uzbekistánský duchovní Ruské pravoslavné církve, metropolita zvenigorodský a vikář patriarchy moskevského a celé Rusi.

## Život
Narodil se 15. února 1979 v Olmaliqu. Pokřtěn byl roku 1990 v chrámu Zesnutí přesvaté Bohorodice v jeho rodném městě.
V letech 1986–1996 navštěvoval Olmalickou střední školu č. 11. Poté dva roky studoval na Taškentském duchovním učilišti.
Roku 1998 odešel do Velikého Novgorodu a s požehnáním arcibiskupa novgorodského a starorusského Lva (Cerpického) nastoupil na Petrohradský duchovní seminář, který dokončil roku 2001. Poté nastoupil na Petrohradskou duchovní akademii.
Dne 20. června 2005 byl v chrámu svatého Jiří monastýru Jurjev arcibiskupem Lvem rukopoložen na diákona a o den později byl přijat do monastýru. Dne 27. června byl v chrámu Povýšení svatého Kříže monastýru Jurjev postřižen arcibiskupem Lvem na monacha se jménem Arsenij. Dne 1. července byl v Chutynském monastýru arcibiskupem Lvem rukopoložen na jeromonacha.
Dne 1. září 2005 se stal přednášejícím všeobecných církevních dějin a patrologie na Novgorodském duchovním učilišti. Dne 23. listopadu 2006 byl jmenován inspektorem učiliště.
Dne 1. června 2008 byl jmenován představeným Jurjev monastýru.
Dne 16. dubna 2016 jej Svatý synod zvolil biskupem jurjevským a vikářem novgorodské eparchie. Dne 21. dubna byl v chrámu svaté Sofie v Novgorodu povýšen metropolitou novgorodským Lvem na archimandritu.
Dne 23. dubna 2016 byl v chrámu Krista Spasitele v Moskvě oficiálně jmenován biskupem a 3. května proběhla v Trojicko-sergijevské lávře jeho biskupská chirotonie. Světiteli byli patriarcha moskevský Kirill, metropolita petrohradský a ladožský Varsonofij (Sudakov), metropolita novgorodský a starorusský Lev (Cerpickij), metropolita istrijský Arsenij (Jepifanov), arcibiskuo sergijevo-posadský Feognost (Guzikov), biskup solněčnogorský Sergij (Čašin) a biskup borovičský a pestovský Jefrem (Barbinjagra).
Dne 11. října 2023 jej Svatý synod jmenoval biskupem pskovským a porchovským.. Dne 18. října 2023 byl v katedrálním chrámu Krista Spasitele v Moskvě patriarchou Kirillem povýšen na metropolitu.
Dne 25. července 2024 byl jmenován metropolitou zvenigorodským a vikářem patriarchy moskevského a celé Rusi.